# حديقة الحيوان المتجمدة

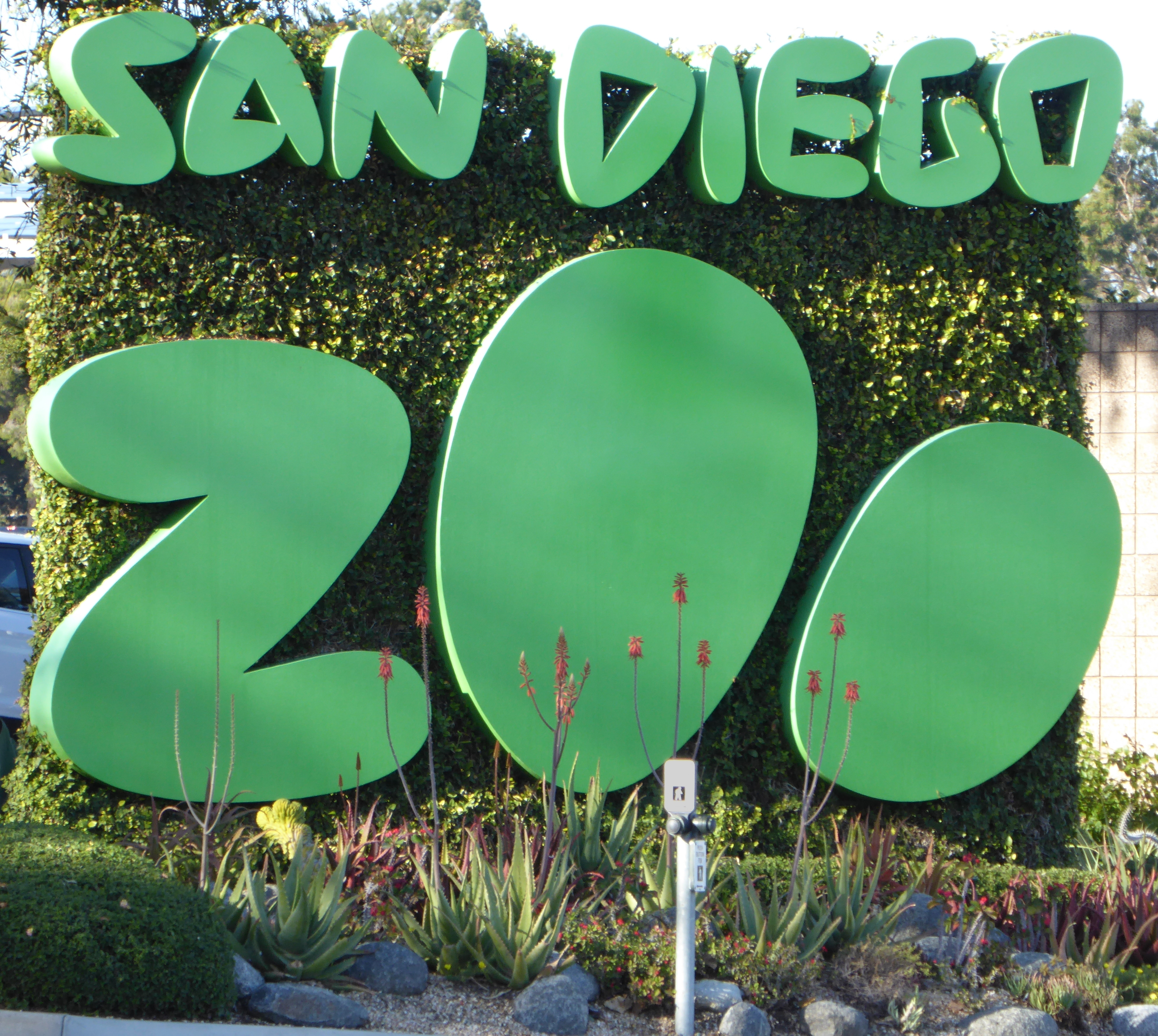
شعار حديقة الحيوان المتجمدة.

حديقة الحيوان المتجمدة هي منشأة تخزين يتم فيها تجميع عينات المواد الجينية التي تم أخذها من الحيوانات (مثل الحمض النوويوالمني والبيض والأجنة) ثم تخزينها في درجة حرارة منخفضة للغاية لتوفير ظروف مثلى للحفظ على مدى فترة طويلة (انظر الحفظ بالبرودة). بعض المنشآت تقوم كذلك بجمع وتبريد المواد الزراعية (البذور عادةً).
حدائق الحيوان مثل حديقة الحيوان بسان دييجو وبرامج الأبحاث مثل مركز أودوبون لأبحاث الأنواع المهددة بالانقراض.
تقوم بتجميد المادة الجينية لحماية تنوع مجموعة جينات الأنواع المهددة بالانقراض، أو للإحياء المتوقع لهذه الأنواع المنقرضة مثل نمر تسمانيا والماموث.
حديقة الحيوان المتجمدة في مركز أبحاث حفظ الأنواع بحديقة حيوان سان دييجو ظلت تمارس نشاط تجميد المواد الحيوية المأخوذة من الحيوانات والنباتات في نيتروجسين سائل (في درجة حرارة -169 مئوية) منذ عام 1976. وهم يخزنون الآن مجموعة مكونة من 8400 عينة مما يزيد عن 800 نوع ونوع فرعي. كما مثلت حديقة الحيوان المتجمدة في مركز أبحاث حفظ الأنواع بحديقة حيوان سان دييجو الأصل لمشروعات مشابهة في حدائق حيوان أخرى في الولايات المتحدة وأوروبا بما في ذلك مشروع سفينة نوح المتجمدة . ومع ذلك، لا يزال هناك أقل من اثنتي عشرة حديقة حيوان متجمدة في العالم.
في مركز تربية الحيوانات البرية العربية المهددة بالانقراض (BCEAW)، في الشارقة، تتضمن الأجنة المخزّنة قطة غوردون البرية (فيليس سيلفستريس غوردوني) المهددة بالانقراض لأبعد الحدود والفهد العربي (بنثيرا بارادوس نمر) (الذي لم يبق منه سوى 50 في البرية).

## إنشاء حديقة حيوان متجمدة
يتميز جمع المادة اللازمة لإنشاء حديقة حيوان متجمدة ببساطته التامة نظرًا لوفرة الحيوانات المنوية في الذكور.
ويمكن استخلاص الحيوان المنوي من الحيوان بعد موته. إنتاج البيض الذي عادةً ما يكون محدودًا في الإناث يمكن زيادته عبر المعالجة الهرمونية للحصول على عدد يتراوح بين 10 و20 خلية بيضية حسب الأنواع. تفضل بعض حدائق الحيوانات المتجمدة تخصيب البيض وتجميد الجنين الناتج لأن الأجنة أكثر مرونةً عند خضوعها لعملية الحفظ بالتبريد.
كذلك تجمع حديقة الحيوان عينات خلايا الجلد لهذه الحيوانات المنقرضة ونجح مركز الأبحاث في إدخالها في أنسجة الخلايا الخاصة والخلايا الجذعية المحفزة متعددة القدرات (IPS). والآن من الناحية النظرية أصبحت قادرة على صناعة الحيوانات المنوية والخلايا البيضية من خلايا الجلد القديمة.

## مستقبل المادة الجينية المجمّدة
يمكن تخزين المادة المخزّنة لأجل غير مسمّى وتُستخدم في عملية التلقيح الصناعي والتلقيح المختبري ونقل الأجنة والاستنساخ.
يوفر التلقيح الصناعي علاجًا للحيوانات التي تعجز، نظرًا لأسباب تشريحية أو فسيولوجية، عن التكاثر بالطرق الطبيعية. يسمح كذلك بإعادة إنتاج المادة الجينية المخزّنة بتعزيز التحسينات الجينية وإعاقة التوالد.
توفر التقنيات الحديثة تلاعبًا جينيًا في الحيوانات دون إبقائها محبوسة. ومع ذلك، سيتطلب النجاح في إعادة هذه الحيوانات إلى البرية استخدام العلم الحديث وقدر كافٍ من المادة التي تم جمعها سابقًا.